# 瓦尔特·克鲁泽
瓦尔特·克鲁泽（英語：Walther Kruse，1864年9月8日—1943年）是一位德国微生物学家，出生于柏林，师从鲁道夫·菲尔绍，1888年博士毕业，曾做过卫生学家卡尔·弗吕格的助手。1914年，瓦尔特·克鲁泽证明普通感冒可以通过不含细菌的鼻分泌物传播给健康个体。